# Élections sénatoriales de 2026 dans les Bouches-du-Rhône
Pour un article plus général, voir Élections sénatoriales françaises de 2026.
Les élections sénatoriales dans les Bouches-du-Rhône sont prévues en septembre 2026. Elles visent à renouveler les huit sénateurs du département.

## Modalités

### Dates
Ces élections se tiendront en septembre 2026, les sénateurs étant élus pour une durée de 6 ans et les élections de 2020 ayant eu lieu le 27 septembre.

### Mode de scrutin
Les Bouches-du-Rhône étant représentées par huit sénateurs, ces derniers sont élus au scrutin proportionnel plurinominal. Les électeurs votent pour des listes de candidats, et les sièges sont répartis après dépouillement des suffrages aux différentes listes en proportion de leurs parts des voix, suivant la règle de la plus forte moyenne, sans panachage ni vote préférentiel,.

### Collège électoral
Les élections sénatoriales sont un scrutin indirect, cela signifie que seuls les grands électeurs sont appelés à voter lors de cette élection. Sont considérés comme grands électeurs:
- les députés et sénateurs ;
- les conseillers régionaux ;
- les conseillers départementaux ;
- les délégués des conseils municipaux. Cette dernière catégorie représente 95 % des grands électeurs[6].

## Contexte

### Élections sénatoriales de 2020
Lors des élections sénatoriales de 2020, la liste Les Républicains - UDI, menée par Patrick Boré parvient maintenir sa position et à garder ses trois sièges. La liste d'union de la gauche, conduite par le communiste Jérémy Bacchi parvient également à faire élire trois sénateurs, au détriment de la liste divers gauche de Jean-Noël Guérini qui ne parvient qu'à conserver son propre siège. Enfin la liste Rassemblement national obtient assez de voix pour faire réélire Stéphane Ravier, seul sénateur du parti, bien qu'il le quittera en 2022.

### Élections municipales de 2026
Les élections sénatoriales de 2026 prendront place 6 mois après les municipales de la même année. La très grande majorité des grands électeurs français étant issus des conseils municipaux, leur composition aura dès lors un impact important sur le scrutin sénatorial.

## Résultats

### Sénateurs sortants et élus
| Sénateurs sortants     | Parti | Parti | Groupe | Groupe | Sénateurs élus | Parti | Parti | Groupe | Groupe |
| ---------------------- | ----- | ----- | ------ | ------ | -------------- | ----- | ----- | ------ | ------ |
| Jérémy Bacchi          |       | PCF   |        | CRCE-K |                |       |       |        |        |
| Guy Benarroche         |       | LÉ    |        | GEST   |                |       |       |        |        |
| Valérie Boyer          |       | LR    |        | REP    |                |       |       |        |        |
| Marie-Arlette Carlotti |       | PS    |        | SER    |                |       |       |        |        |
| Brigitte Devésa        |       | UDI   |        | UC     |                |       |       |        |        |
| Mireille Jouve         |       | SE    |        | RDSE   |                |       |       |        |        |
| Stéphane Le Rudulier   |       | LR    |        | REP    |                |       |       |        |        |
| Stéphane Ravier        |       | MDA   |        | RASNAG |                |       |       |        |        |